# ザ・ディベート 自己責任時代の思考・表現技術
『ザ・ディベート 自己責任時代の思考・表現技術』（ザ・ディベート じこせきにんじだいのしこう・ひょうげんぎじゅつ）は、茂木秀昭の著書である。

## 概要
同書は、2001年にちくま新書（筑摩書房）より出版された、ディベートに関して述べられた茂木秀昭の著書である。
同書は、第1章の「思考・表現技術としてのディベート」から第5章の「ディベートを社会に活かす」までの5章を通じて、自ら思考し、自らの意見を述べる方法について述べている。

## 内容
「詭弁術」「言葉で相手をやりこむ技術」「調和を乱す」「非日本的」などと誤解されてきた「ディベート」に対して、「テーマ設定」「データ収集」「議論のパターンを考えて問題枠を作り、適切に相手に反論する」などといった相互信頼の中で実現される技術であると述べ、良好なコミュニケーションの手段を得る手段としてのディベートを行う方法を提示している。